# Agyban nagy
Az Agyban nagy (eredeti cím: The Man with Two Brains) 1983-ban bemutatott amerikai sötét humorú sci-fi-filmvígjáték, melyet Steve Martin, Carl Reiner és George Gipe forgatókönyvéből Carl Reiner rendezett. A főbb szerepekben Steve Martin, Kathleen Turner és David Warner látható.
A film olyan műveket parodizál ki, mint a Frankenstein menyasszonya (1935), a Donovan's Brain (1953) és Az ifjú Frankenstein (1974).
Az Amerikai Egyesült Államokban 1983. június 3-án mutatták be.

## Cselekmény
Dr. Michael Hfuhruhurr megözvegyült agysebész, egy újfajta sebészeti eljárás feltalálásért szakmai tisztelet övezi. Megmenti egy pénzsóvár femme fatale életét, akit elgázolt, miközben a nő a legutóbbi idős és gazdag férje elől menekült. A nő felépülése után Michael beleszeret páciensébe és feleségül veszi. Dolores azzal kínozza Michaelt, hogy úgy tesz, mintha a betegsége miatt nem lenne képes elhálni házasságukat, folyamatos fejfájásra panaszkodva (bár más férfiakkal örömmel bújik ágyba). Az agysebész Bécsbe utazik feleségével egy nászúttal egybekötött szakmai konferenciával. A várost a "Liftes gyilkos" nevű sorozatgyilkos tartja rettegésben. Hfuhruhurr találkozik az őrült tudós Dr. Alfred Necessiterrel, aki egy általa kitalált módszerrel képes folyadékkal teli üvegekben életben tartani a Liftes Gyilkos áldozatainak agyát.
Michael képes telepatikus úton kommunikálni az egyik ilyen aggyal, mely egy Anne Uumellmahaye nevű nőé volt. Egymásba szeretnek és a tudós egyre több időt tölt az üvegbe zárt agy társaságában. Dolores felfedezi, hogy férje hatalmas összeget örökölt mostohaanyjától és elkezd kedvesen bánni Michaellel. Anne agyára azonban féltékeny lesz és megpróbál végezni vele. Michael dühében kihajítja feleségét a házukból és közli vele, semmit sem fog kapni a pénzéből.
Necessiter elárulja Michaelnek, hogy a konzervált agyak nem maradnak sokáig életben, és Anne agya az eddigi leghosszabb ideig őrizgetett szerv a gyűjteményében. Necessiter tanácsára Michael női „gazdatestet” próbál keresni az agy számára, de többször is kudarcot vall, például egy Fran nevű, irritáló hangú prostituálttal. A Liftes gyilkos, vagyis Merv Griffin épp végzett Doloresszel, ezért Michael magával viszi a nő holttestét, a gyilkos pedig megígéri, hogy feladja magát a rendőrségen. Az agysebész Necessiter laboratóriumába siet, de az osztrák rendőrök ittas gépjárművezetésre gyanakodva bizarr módszerekkel igyekeznek tesztelni, fogyasztott-e alkoholt. Michael a laborba elmenekül, ahol áramütést szenvedve kómába esik.
Hat héttel később felébredve találkozik Anne-nel Dolores testében. Mivel Anne kényszeres evő, jelentős túlsúlyt szedett magára. Michael – aki önmagáért szereti a nőt – feleségül veszi és nagy nehezen átviszi közös házuk küszöbén. A film végén kiderül, Merv Griffin nem adta fel magát és egy felirat a nézők segítségét kéri a sorozatgyilkos megtalálásához.

## Szereplők
| Szerep                     | Színész             | Magyar hang       |
| -------------------------- | ------------------- | ----------------- |
| Dr. Michael Hfuhruhurr     | Steve Martin        | Vass Gábor        |
| Dolores Benedict           | Kathleen Turner     | Orosz Helga       |
| Dr. Alfred Necessiter      | David Warner        | Uri István        |
| Dr. Necessiter inasa       | Paul Benedict       |                   |
| Timon                      | George Furth        | Horkai János      |
| Dr. Brandon                | Peter Hobbs         | Dobránszky Zoltán |
| Dr. Felix Conrad           | Earl Boen           | Barbinek Péter    |
| Fran                       | Randi Brooks        |                   |
| ingatlanügynök             | James Cromwell      | Pusztai Péter     |
| Olsen                      | Francis X. McCarthy | Kardos Gábor      |
| turista a liftben          | Estelle Reiner      |                   |
| önmaga / Liftes gyilkos    | Merv Griffin        | Pataki Imre       |
| Dr. Jones                  | Jeffrey Combs       |                   |
| Anne Uumellmahaye (hangja) | Sissy Spacek        | Csere Ágnes       |

## Kritikai visszhang
A Rotten Tomatoes 25 kritika alapján 80%-os értékelést adott rá, a szöveges összefoglaló szerint: „A bolondos címéhez méltóan görcsösen egyenetlen film nem Steve Martin legjobb formáját hozza – de így is gyakran megközelíti azt annyira, hogy élvezetes legyen.”
Roger Ebert négyből két csillagra értékelte a filmet.

## Fordítás
- Ez a szócikk részben vagy egészben  a   The Man with Two Brains című angol Wikipédia-szócikk ezen változatának fordításán alapul.  Az eredeti cikk szerkesztőit annak laptörténete sorolja fel. Ez a jelzés csupán a megfogalmazás eredetét és a szerzői jogokat jelzi, nem szolgál a cikkben szereplő információk forrásmegjelöléseként.